# Vigna antunesii
Vigna antunesii är en ärtväxtart som beskrevs av Hermann August Theodor Harms. Vigna antunesii ingår i släktet vignabönor, och familjen ärtväxter. Inga underarter finns listade i Catalogue of Life.

## Bildgalleri

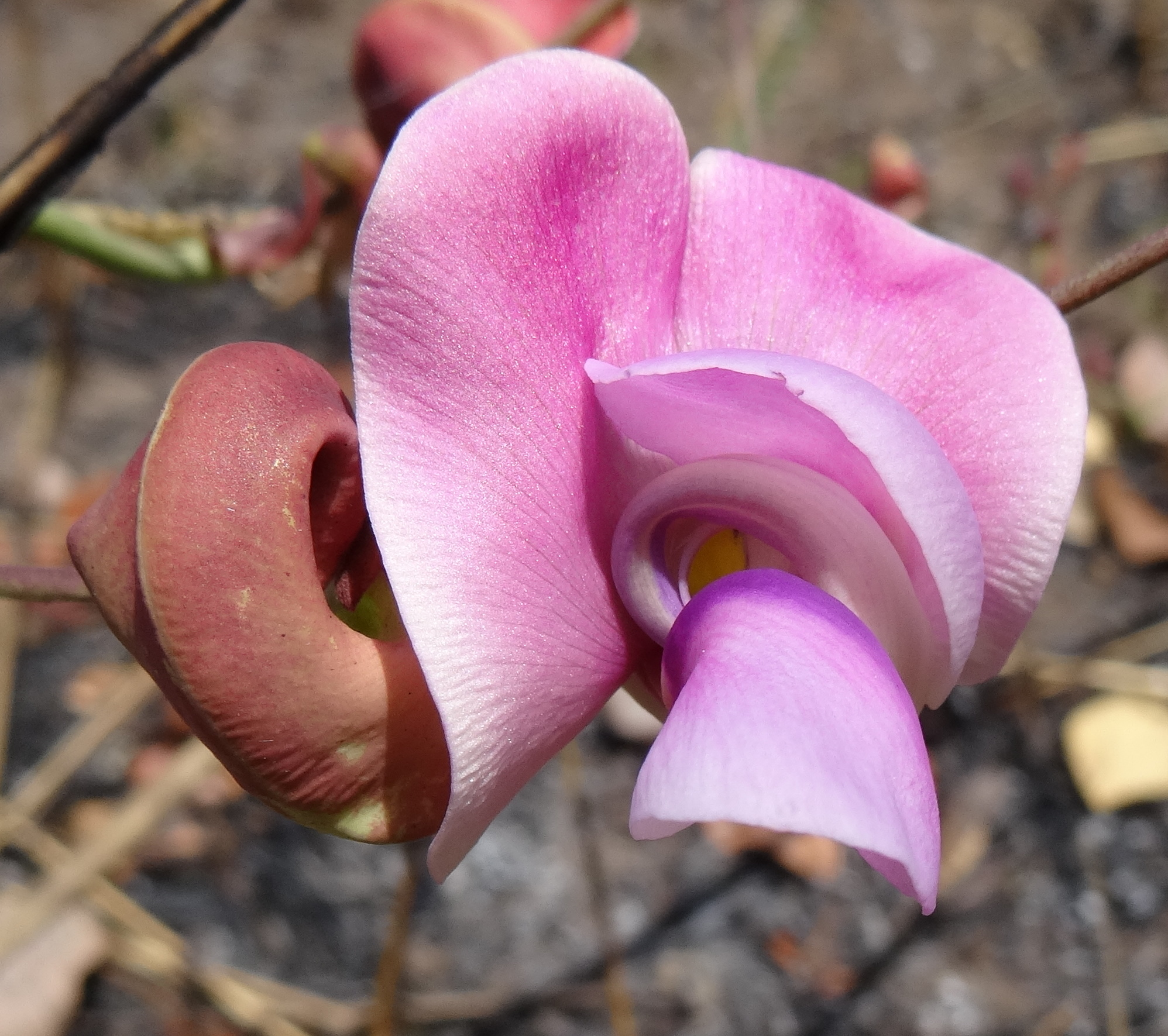
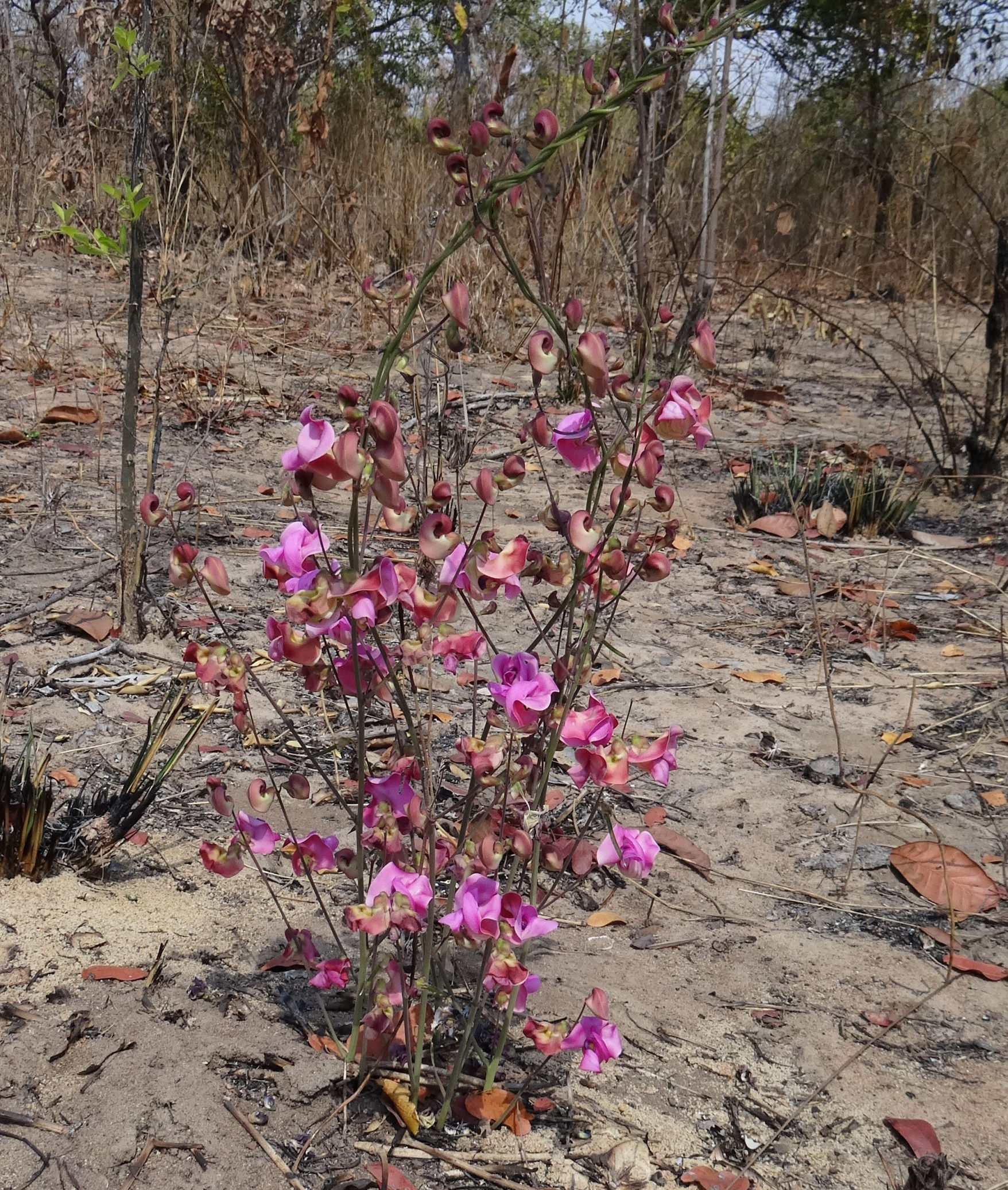